# Контрази
Контрази (фр. Contrazy) је насељено место у Француској у региону Миди Пирене, у департману Арјеж.
По подацима из 2011. године у општини је живело 65 становника, а густина насељености је износила 7,86 становника/km².

## Демографија
| 1962. | 1968. | 1975. | 1982. | 1990. | 2011. |
| ----- | ----- | ----- | ----- | ----- | ----- |
| 139   | 105   | 84    | 82    | 90    | 65    |